# Зеленка (Могилёвская область)
Зеле́нка (бел. Зялёнка) — упразднённый сельский населённый пункт, бывший посёлок в составе Берёзовского сельсовета Глусского района Могилёвской области Республики Беларусь.

## Население
- 2009 год — 1 человек